# Futbol a les Illes Fèroe

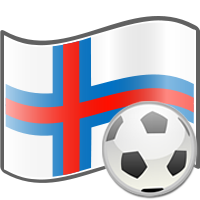

El futbol és l'esport més popular a les illes Fèroe, regió autònoma del Regne de Dinamarca, seguit de l'handbol, voleibol i rem. És governat per la Federació de Futbol de les Illes Fèroe.

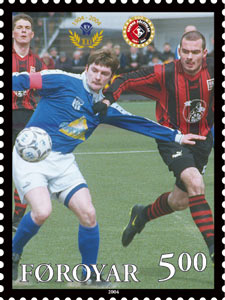
Segell commemoratiu dels 100 anys de la FIFA, KI vs HB.

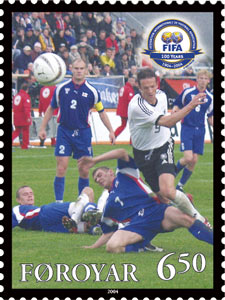
Segell amb la selecció nacional.

## Història
El primer club fundat al país fou Tvoroyrar Boltfelag, el 1892. El club jugava amistosos i competicions no oficials, i no fou fins al cap de 50 anys que el primer campionat nacional fou creat el 1942, tres anys després de la creació de la Federació d'Esports de les Illes Fèroe (ISF). La copa nacional es creà el 1955. La Federació de Futbol (FSF – Fótbóltssamband Føroya) es fundà el 13 de gener de 1979.
Esdevingueren membres de FIFA el 2 de juliol de 1988 i de la UEFA el 18 d'abril de 1990. El primer partit oficial fou la victòria 1-0 sobre Àustria pel classificatori de l'Euro 1992 el 12 de setembre de 1990.

## Competicions
La lliga masculina de futbol està formada per quatre divisions, mentre que la femenina està formada per dues (a 2018).
- Lliga masculina:[4]
  - Effodeildin
  - 1. deild
  - 2. deild
  - 3. deild
- Lliga femenina:
  - 1. deild kvinnur
  - 2. deild kvinnur
- Copa feroesa de futbol
- Supercopa feroesa de futbol

## Principals clubs
Clubs amb més títols a la lliga. En cursiva equips desapareguts.
- HB Tórshavn
- KÍ Klaksvík
- B36 Tórshavn
- TB Tvøroyri
- GÍ Gøta
- B68 Toftir
- EB/Streymur
- Víkingur Gøta
- NSÍ Runavík
- VB Vágur
- ÍF Fuglafjørður
- SÍ Sørvágur
- B71 Sandur
- MB Miðvágur
- Skála ÍF

## Jugadors destacats
Font:
- Jákup Mikkelsen
- Todi Jónsson[7]
- Christian Holst
- Claus Bech Jorgensen
- Abraham Hansen Lokin
- Gunnar Nielsen
- Joan Edmundsson
- Suni Olsen
- Jens Martin Knudsen
- Brandur Olsen

## Principals estadis

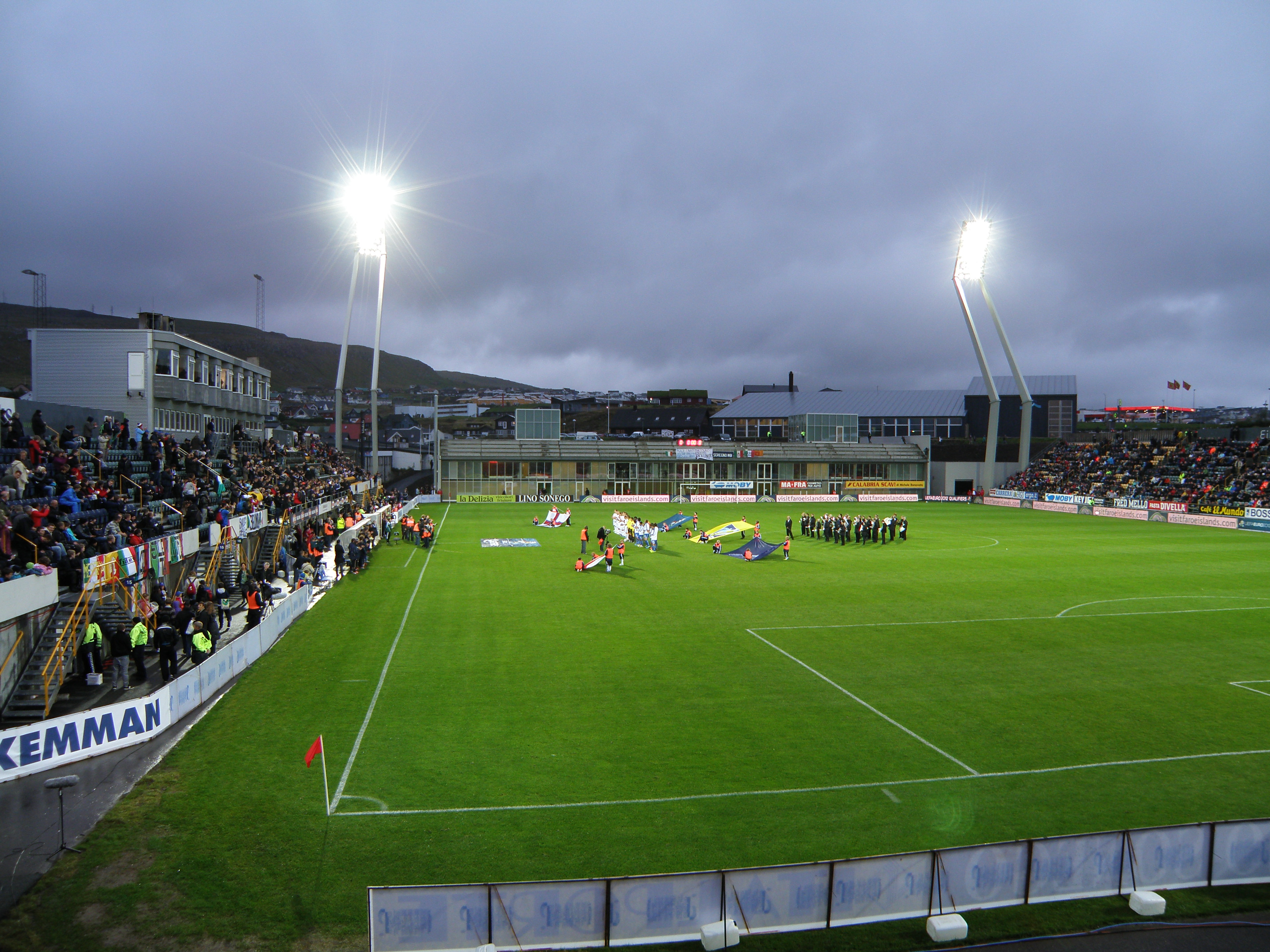
Tórsvøllur.

| Estadi      | Ciutat   | Capacitat |
| ----------- | -------- | --------- |
| Tórsvøllur  | Tórshavn | 6.040     |
| Svangaskarð | Toftir   | 6.000     |
| Gundadalur  | Tórshavn | 5.000     |